# Scolosanthus
Scolosanthus  es un género con 39 especies de plantas con flores perteneciente a la familia de las rubiáceas.
Es nativo del Caribe.

## Especies seleccionadas
- Scolosanthus acanthodes (Spreng.) Urb. (1900).
- Scolosanthus acunae Borhidi & O.Muñiz (1983).
- Scolosanthus bahamensis Britton (1905).
- Scolosanthus crucifer C.Wright (1869).